# Gosses-Bluff-Krater
Koordinaten: 23° 49′ 15″ S, 132° 18′ 28″ O

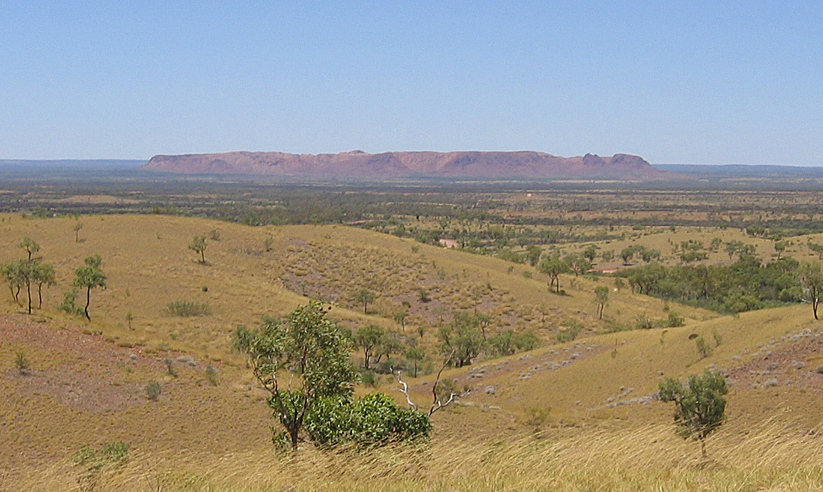
Kraterebene und Zentralberg von Norden gesehen

Der Gosses-Bluff-Krater (englisch: Gosses Bluff crater oder Gosse Bluff) ist ein Einschlagkrater im Northern Territory in Australien. Er befindet sich im Westen der MacDonnell Ranges und des Tnorala (Gosse Bluff) Conservation Reserve, rund 159 Kilometer westlich von Alice Springs.
Der Gosses-Bluff-Krater entstand durch den Einschlag eines Kometen vor etwa 142,5 Millionen Jahren während der Unterkreide. Von dem Krater, welcher ursprünglich einen Durchmesser von rund 22 Kilometer hatte, ist heute in Folge von Erosion kaum noch etwas zu erkennen. Übriggeblieben ist nur der 152 Meter hohe Zentralberg mit 4,83 Kilometern Durchmesser. Dieser Zentralberg wird gelegentlich mit dem ursprünglichen Krater verwechselt, da er in der Mitte eine größere Senke aufweist.
Der Krater wird von den Aborigines Tnorala genannt. Vom gesamten Kraterinneren ist nur ein kleiner Teil für Besucher freigegeben, da das Gebiet den Aborigines heilig ist. Erreichbar ist der Krater vom Namatjira Drive. Für die letzten zehn Kilometer des Weges zum Krater ist ein Geländewagen notwendig.
Der Gosses-Bluff-Krater wurde vom Forscher Ernest Giles im Jahre 1872 nach Henry Gosse, dem Bruder von William Gosse, der den Uluru entdeckt hatte, benannt.

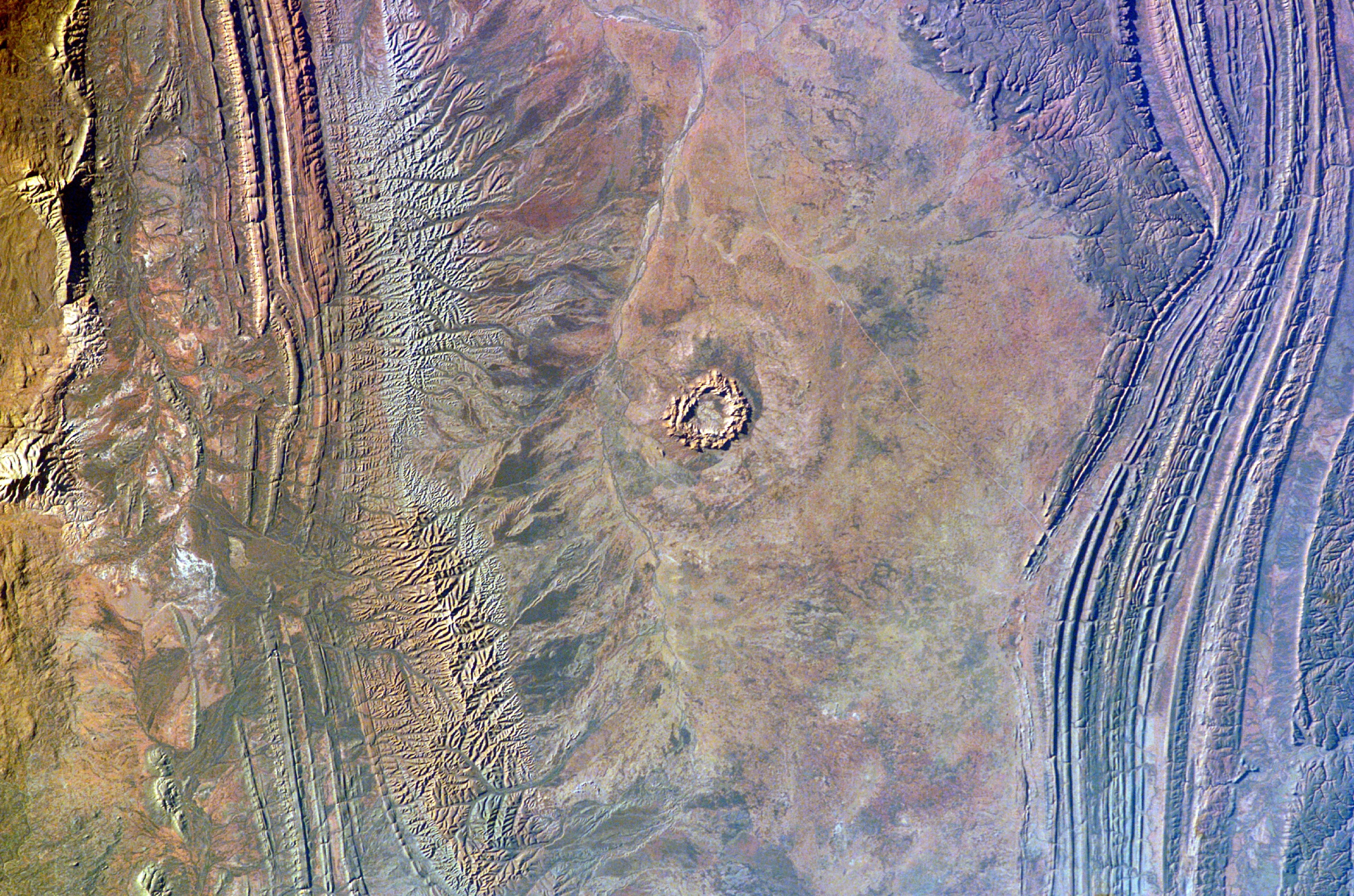
Gosses-Bluff-Krater von der ISS gesehen (Norden links)
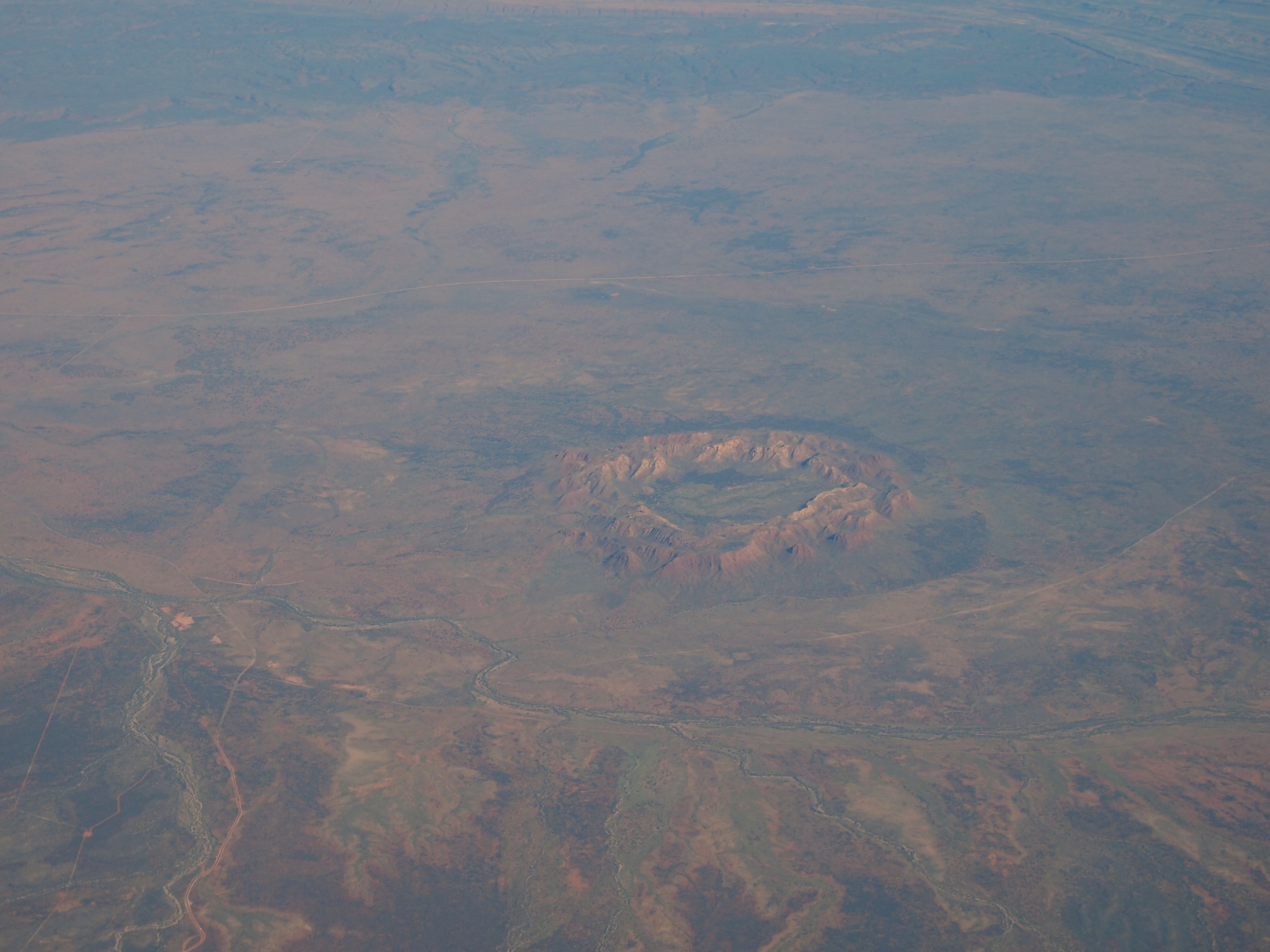
Aufnahme aus einem Flugzeug von Norden